# Louis Charles Nicolas Lefebvre de Cerisy
 (février 2025).
La mise en forme du texte ne suit pas les recommandations de Wikipédia : il faut le « wikifier ».
Les points d'amélioration suivants sont les cas les plus fréquents :
- Les titres sont pré-formatés par le logiciel. Ils ne sont ni en capitales, ni en gras.
- Le texte ne doit pas être écrit en capitales (les noms de famille non plus), ni en gras, ni en italique, ni en « petit »…
- Le gras n'est utilisé que pour surligner le titre de l'article dans l'introduction, une seule fois.
- L'italique est rarement utilisé : mots en langue étrangère, titres d'œuvres, noms de bateaux, etc.
- Les citations ne sont pas en italique mais en corps de texte normal. Elles sont entourées par des guillemets français : « et ».
- Les listes à puces sont à éviter, des paragraphes rédigés étant largement préférés. Les tableaux sont à réserver à la présentation de données structurées (résultats, etc.).
- Les appels de note de bas de page (petits chiffres en exposant, introduits par l'outil «  Source ») sont à placer entre la fin de phrase et le point final[comme ça].
- Les liens internes (vers d'autres articles de Wikipédia) sont à choisir avec parcimonie. Créez des liens vers des articles approfondissant le sujet. Les termes génériques sans rapport avec le sujet sont à éviter, ainsi que les répétitions de liens vers un même terme.
- Les liens externes sont à placer uniquement dans une section « Liens externes », à la fin de l'article. Ces liens sont à choisir avec parcimonie suivant les règles définies. Si un lien sert de source à l'article, son insertion dans le texte est à faire par les notes de bas de page.
- La présentation des références doit suivre les conventions bibliographiques. Il est recommandé d'utiliser les modèles {{Ouvrage}}, {{Chapitre}}, {{Article}}, {{Lien web}} et/ou {{Bibliographie}}. Le mode d'édition visuel peut mettre en forme automatiquement les références.
- Insérer une infobox (cadre d'informations à droite) n'est pas obligatoire pour parachever la mise en page.

Pour une aide détaillée, merci de consulter Aide:Wikification.
Si vous pensez que ces points ont été résolus, vous pouvez retirer ce bandeau et améliorer la mise en forme d'un autre article.
Louis Charles Nicolas Lefebvre de Cerisy, né à Abbeville (Somme) le 15 septembre 1789 et mort à Toulon (Var) le 15 décembre 1864, est un ingénieur de la marine et un naturaliste français.
Il ne doit pas être confondu avec son contemporain Alexandre Louis Lefebvre (1798-1867) également entomologiste et également membre de la Société entomologique de France.

## Biographie
Louis Charles Nicolas Lefebvre de Cerisy ou Charles Lefebvre de Cerisy, dont le nom est également orthographié Lefébure de Cérisy, est né à Abbeville dans la Somme le 15 septembre 1789. Il est le fils de Nicolas Lefébure de Cerisy, qui fut maire d'Abbeville, et de Marie Anne Sophie Gatte.
Elève au collège communal d'Abbeville, puis lauréat de l’École Centrale de Caen et élève de l’École Polytechnique où il entre en 1807, il commence sa carrière d'Ingénieur à Trieste en 1812 et est nommé en 1819 Sous-ingénieur de la Marine de première classe à Toulon. Il est chargé des réparations et de l'armement de la corvette La Coquille qu'il achève en 1822. Il est envoyé en Angleterre et en Ecosse par son cousin et ministre de la marine Aimé Marie Gaspard de Clermont-Tonnerre pour étudier les méthodes britanniques de construction navale. A son retour, il est décoré de la légion d'honneur le 17 juillet 1825. 
Charles Lefebvre de Cerisy épouse à Toulon Louise Françoise Lejolle, mais le couple n’aura pas d'enfants.
Entre 1829 et 1835, il fonde l'Arsenal d'Alexandrie, contribue à la construction de la première flotte égyptienne, et reçoit du vice-roi Méhémet Ali, le titre de Bey,. En reconnaissance, le vice-roi Méhémet Ali offrit à la France l’obélisque de Louxor,.
Il est fait officier dans l’Ordre de la Légion d’Honneur le 29 avril 1836 et prend sa retraite la même année pour se consacrer notamment à l’histoire naturelle.
Il meurt à Toulon le 15 décembre 1864,.

## Contribution entomologique
S’il s'intéresse de façon continue à l'histoire naturelle, il publie très peu au grand regret de son ami Félix Édouard Guérin-Méneville (1799-1874). Membre de la Société entomologique de France de 1833 à sa mort, Il est régulièrement cité par Jean-Baptiste Godart (1775-1825) et Philogène Auguste Joseph Duponchel (1774-1846) comme lépidoptériste leur ayant fourni de nombreuses d’informations destinées à enrichir leur Histoire naturelle des Lépidoptères ou Papillons de France.
Charles Lefebvre de Cerisy a rassemblé une riche bibliothèque scientifique ainsi qu'une large collection de mollusques, d’insectes et d’arthropodes, constituée de récoltes personnelles mais également d'apports de son ami intime Jules Sébastien César Dumont d'Urville (1790-1842) et de Louis Isidore Duperrey (1786-1865). Après sa mort, sa bibliothèque et ses collections furent léguées par sa veuve à la bibliothèque et au Musée de la ville d’Abbeville.

### Publication
- Lefébure de Cerisy, L. C. 1853. Observations sur les métamorphoses des Coléoptères du genre Cebrio. Revue et Magasin de Zoologie, (2)5: 214-225, (pl. 7, fig. 1-15).

### Hommages
Jean-Baptiste Godart lui dédie en 1822 une espèce de papillon Allancastria cerisyi (Godart, 1822),. En 1826, Auguste Dejean lui dédie le coléoptère Carabus (Procrustes) coriaceus cerisyi Dejean, 1826, en 1828 Polydore Roux nomme une squille d'après son nom Pseudosquillopsis cerisii (Roux, 1828) et son ami Félix Édouard Guérin-Méneville lui dédie en 1842 un autre coléoptère Spercheus cerisyi Guérin-Méneville, 1842.
Le papillon Smerinthus cerisyi Kirby, 1837 est probablement nommé en son honneur et le coléoptère Nebrioporus ceresyi (Aubé, 1838) lui a été dédié par Charles Nicolas Aubé en 1838 qui au passage a mal orthographié son nom.
La mante Eremiaphila cerisyi Lefebvre, 1835 lui a été dédiée en 1835 par Alexandre Louis Lefebvre avec lequel il est souvent confondu.
La rue Cérisy à Alexandrie en Egypte (actuelle rue Dr. Hussein Hassab) rendait hommage au travail qu'il a accompli pour le compte de Méhémet Ali dans cette ville entre 1829 et 1835.

### Note
1. ↑  Si Luquer indique que le nom de jeune fille de son épouse est "Baux", son acte de décès indique que celle-ci se nomme "Louise Françoise Lejolle". Luquer a sans doute confondu avec le nom de famille "Baux" des témoins de l'acte de décès.